# 1907 en Lorraine
Chronologie de la Lorraine
- 1903
- 1904
- 1905
- 1906
- 1907
- 1908
- 1909
- 1910
- 1911

Cette page est une liste d'événements qui se sont produits durant l'année 1907 en Lorraine.

## Événements

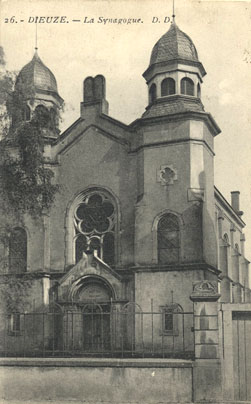
Ancienne synagogue de Dieuze construite en 1907

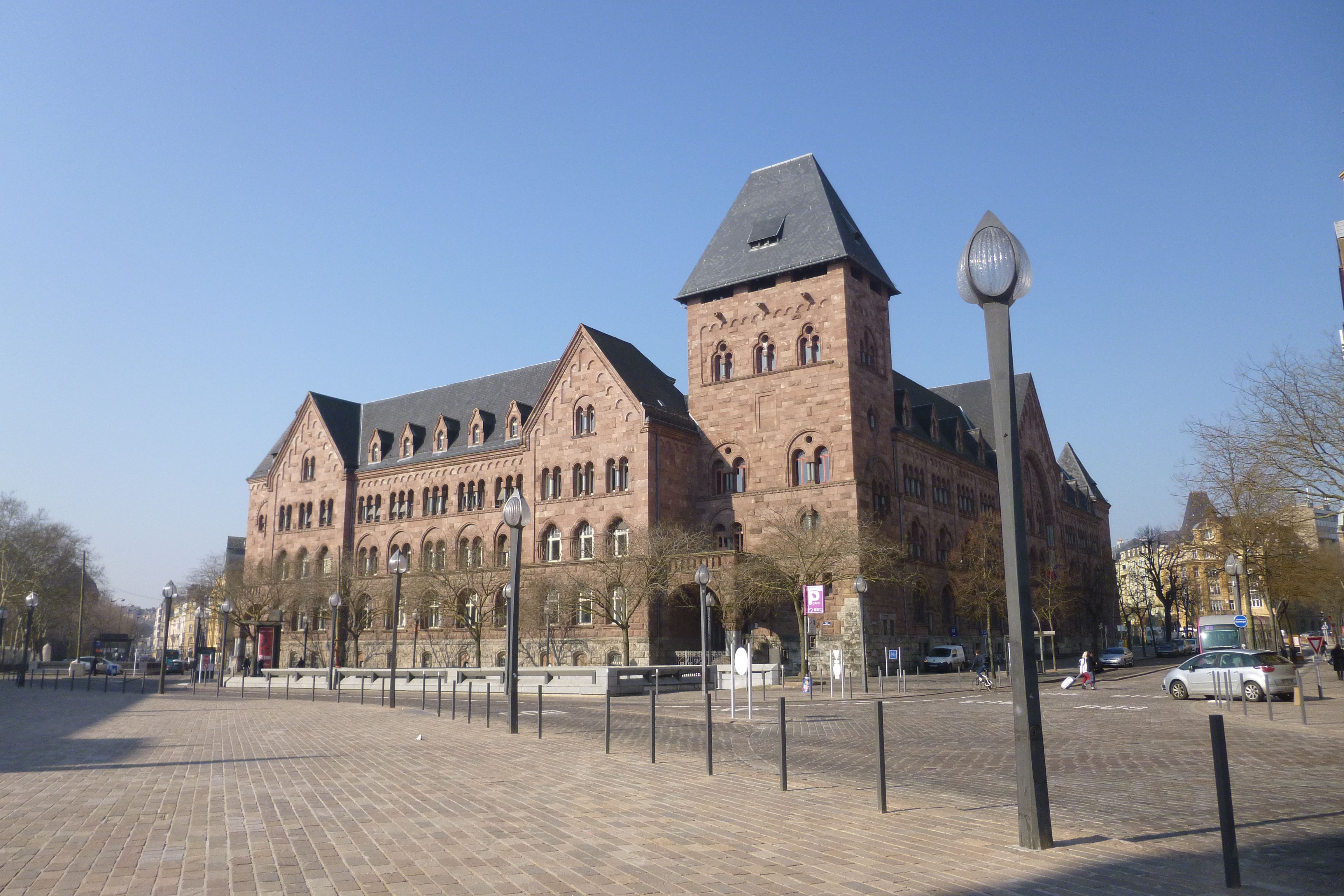
Poste centrale de Metz construite en 1907

- Édouard Imbeaux devient président de l'Académie de Stanislas[1].
- La Balle Néocastrienne et la Section Football de Rouceux fusionnent pour donner naissance à l'US Neufchâteau-Rouceux[2], véritable ancêtre du club actuel, le Football Club de Neufchâteau-Liffol
- Ouverture de la Mine de Saint-Pierremont, de la mine de fer de Roncourt (Moselle), des puits Jacobus et de la mine d'Anderny-Chevillon à Tucquegnieux[3].
- Émile Moselly, auteur de Terres lorraines, reçoit le Prix Goncourt[4].

- 19 janvier : Maurice Barrès est reçu à l'Académie Française[5].
- 15 mars : catastrophe au puits Vuillemin de Petite-Rosselle[4],[6]. A 22h15 un coup de grisou se déclenche. 83 des 240 mineurs présents dans la mine à ce moment-là meurent[7].
- 10 mai : Jules Beaupré fait classer la cité d'Affrique aux Monuments Historiques[8].
- 10 juillet : la deuxième étape du Tour de France arrive pour la première fois dans une ville étrangère : Metz[9]. Arrivée à Metz (Allemagne) de la 2e étape du tour de France[4]. Partis de Roubaix, Émile Georget et Louis Trousselier remportent l'étape. Louis Trousselier prend la tête du classement général.
- 11 juillet : la troisième étape du Tour de France part de Metz en direction de Belfort.
- 28 juillet : la cavalerie charge des grévistes à Raon l'Etape. le bilan est lourd : 3 ouvriers morts et 60 blessés de part et d'autre[5].
- 21 octobre : Hugo Zorn de Bullach est nommé secrétaire d'état du ministère d'Alsace-Lorraine[10].

## Inscriptions ou classements aux titre des monuments historiques

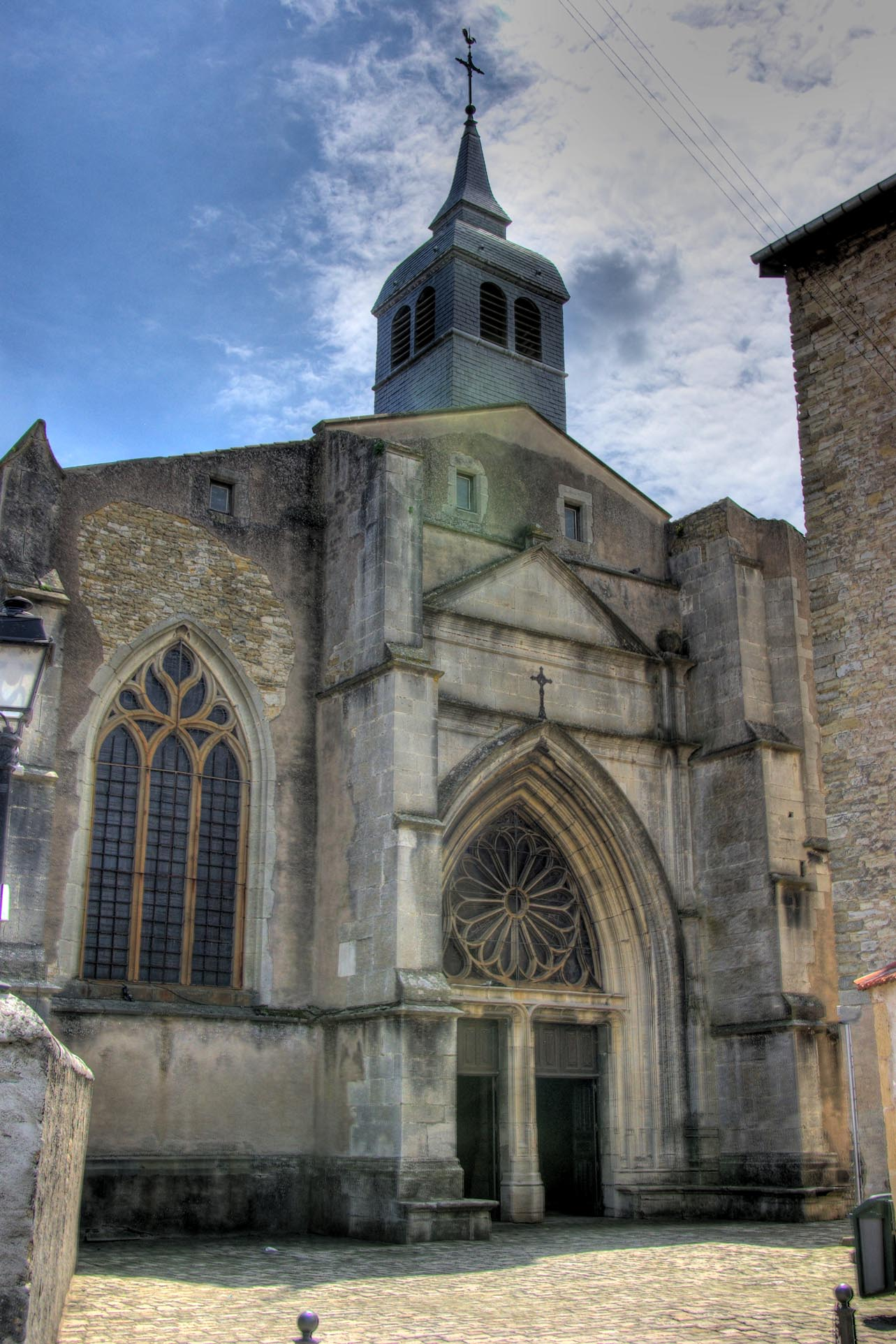
Église St Gorgon de Varangeville.

- En Meurthe et Moselle : Église Saint-Gorgon de Varangéville[11], Église Saints-Côme-et-Damien de Vézelise[12]
- En Meuse : Église Saint-Étienne de Saint-Mihiel[13]
- Dans les Vosges : Église Saint-Brice de Dombrot-le-Sec[14]

## Naissances
- 3 janvier à Lunéville : Jacques Godechot, mort à Hèches le 24 août 1989, historien français, spécialiste de la Révolution française.
- 16 janvier à Basse-Yutz : Paul Leistenschneider, mort le 9 avril 1999 à Paris, avocat et résistant français, Compagnon de la Libération. Mobilisé au début de la Seconde Guerre mondiale, il entreprend très tôt des actions au profit de la résistance puis rejoint la France libre pour devenir délégué militaire régional des régions de Montpellier, Toulouse et Lyon. Œuvrant à l'unification et au renforcement des mouvements de résistance actifs dans ses zones de responsabilité, il joue un grand rôle dans la libération de Lyon en septembre 1944.
- 30 janvier à Metz : Charlotte Knabe, morte le 17 octobre 1991 à Berlin-Zehlendorf, historienne allemande. Elle fut l'une des premières femmes à diriger un centre d'archives en Allemagne[15].
- 16 février à Metz : Jean Burger (décédé le 3 avril 1945 à Nordhausen), alias « Mario », résistant français. Militant communiste, il créa le groupe de résistance « Mario » en Lorraine annexée, avant d'être arrêté et déporté.
- 27 février à Montigny-les-Metz : Egon von Tresckow (décédé en 1952) est un illustrateur et caricaturiste allemand.
- 30 mars à Saint-Mihiel : Pierre Rocolle, mort le 31 janvier 1998 à Roubaix (Nord), officier d'infanterie, professeur et historien français.
- 18 avril à Baccarat : André Thirion, mort le 4 janvier 2001 à Levallois-Perret, écrivain français, membre du groupe des surréalistes, théoricien et militant politique.
- 25 avril à Metz : Erwin Schenk (décédé en 1975) est un géologue allemand. Spécialiste du permafrost et de la résistance des sols en milieu polaire, il publia de nombreux articles sur le sujet.
- 30 avril à Metz : Polly Maria Höfler (décédée en 1952), femme de lettres allemande. Elle est l'auteure, en 1937, du best-seller André und Ursula[16].
- 6 mai à Sampigny : Arnauld de Corbie, mort le 21 décembre 1948 à Paris,  romancier et journaliste français.
- 13 mai à Metz : Walter Sonntag (décédé en 1948), médecin de camp allemand. SS-Hauptsturmführer au camp de concentration de Ravensbrück[17], il fut exécuté en 1948 pour crimes de guerre.
- 24 mai à Rambervillers : Charles Eggermann, mort en 1966, écrivain français.
- 17 juin à Commercy : Maurice Cloche, mort le 20 mars 1990 à Bordeaux, réalisateur, scénariste, producteur et photographe français.
- 5 juillet à Nancy : Andrée Tétry, morte en 1992, est une biologiste et zoologiste française.
- 1er septembre à Saint-Mihiel : Louis Pierre Marie Fonteneau, mort le 29 janvier 1989 à Nantes)[18], président du FC Nantes de 1969 à 1986.
- 8 septembre à Bayon : Jean Masson, homme politique français, mort le 10 août 1964 à Calvi (Corse)[19],[20].
- 29 septembre à Nancy : Pierre Ruais, mort le 3 avril 1996 à Paris, est un résistant et un homme politique français.
- Octobre : 7ème congrès du parti radical à Nancy, le groupe de Jaurès rompt définitivement avec le gouvernement[21].
- 15 octobre à Metz : Helmuth Bode (mort le 13 avril 1985 à Bielefeld), pilote allemand. Officier de la Luftwaffe, il fut actif durant la Seconde Guerre mondiale et fut l’un des premiers à recevoir la très convoitée croix de chevalier de la croix de fer, en 1941[22]. Dans les années 1950, il reprit du service dans la Bundeswehr, l'armée de la République fédérale d’Allemagne.
- 31 octobre à Delut : Stéphane Errard, mort le 26 décembre 1983 à Lunéville)[23], spéléologue français.
- 17 décembre à Laneuveville-devant-Nancy : Pierre Marie, mort en 1999 à Nancy, un des adjoints de Edouard Vigneron, chef du service des étrangers de la police de Nancy, responsable du sauvetage de Juifs à Nancy lors de la Rafle manquée de Nancy. Il est un des Justes parmi les nations.
- 28 décembre à Nancy : René Wagner, mort à Verdun le 28 avril 1999, militaire français, Compagnon de la Libération. Déjà engagé au moment du déclenchement de la Seconde Guerre mondiale, il s'illustre lors de la bataille de France puis rejoint les Forces françaises libres avec lesquelles il participe aux campagnes d'Afrique du Nord puis à la Libération de la France. Après 1945, il participe aux guerres d'Indochine et d'Algérie avant de prendre sa retraite.

## Décès

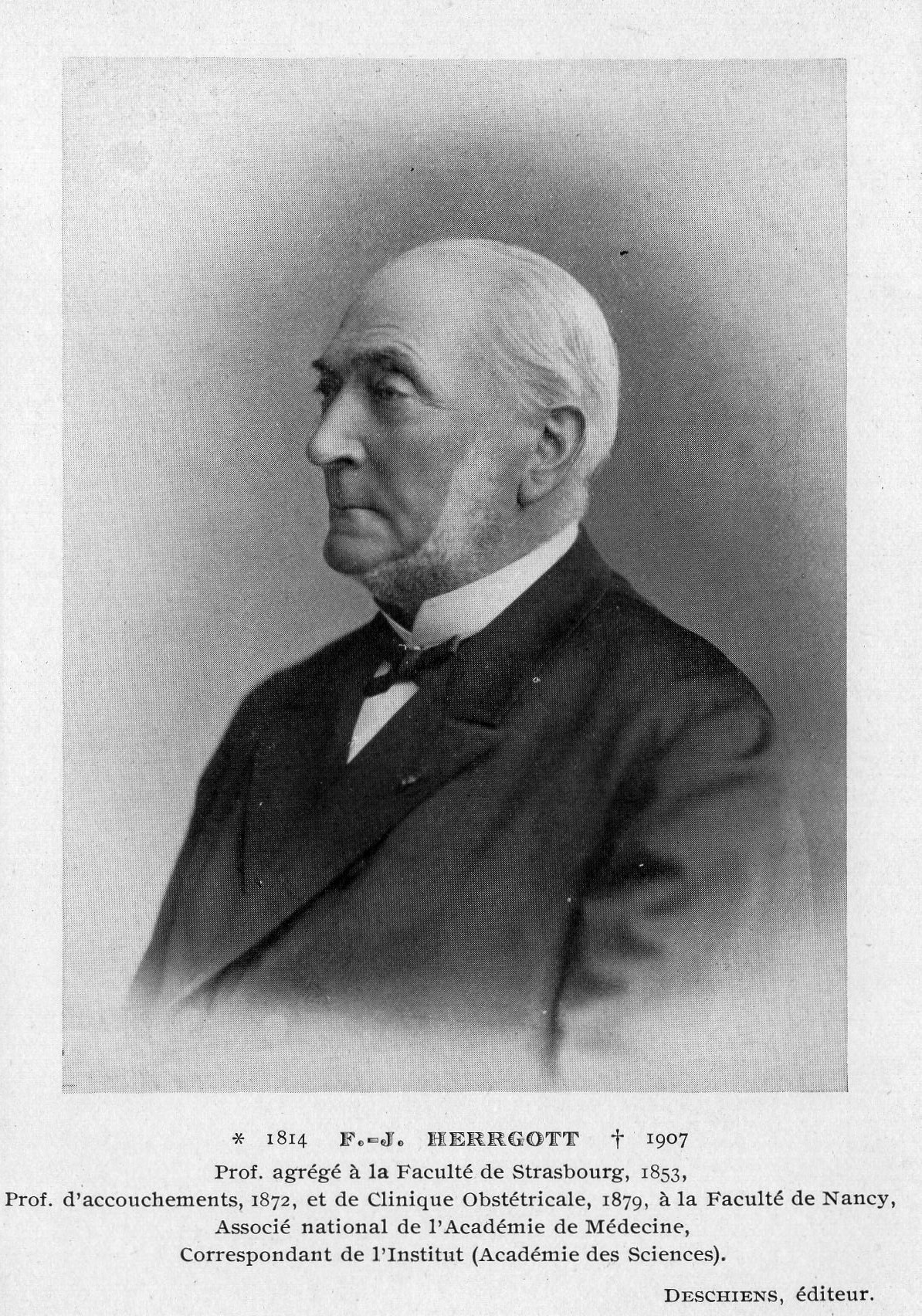
François Herrgott

- 19 janvier à Meisenthal : Désiré Jean-Baptiste Christian, maître verrier français. Il a notamment travaillé avec Charles et Émile Gallé à la verrerie de Meisenthal.
- 4 mars à Nancy : François Herrgott, né le 12 septembre 1814 à Guebwiller, médecin gynécologue et obstétricien français, disciple de Charles-Emmanuel Sédillot, membre de l'Académie de médecine.
- 17 mars à Lunéville : Charles Guérin, né le 29 décembre 1873 à Lunéville (Meurthe-et-Moselle), poète français.